# Iran aux Jeux olympiques d'hiver de 1998
L'Iran participe, à l'occasion des Jeux de Nagano, à ses 6e Jeux olympiques d'hiver après avoir été absente de 1980 à 1994. Cette fois-ci, un seul athlète représentera la nation et sera, de facto, son porte-drapeau : Hassan Shemshaki, âgé de 23 ans concourant en ski alpin. Tout comme à Innsbruck, en 1976, elle repart de la compétition sans médaille.

## Athlètes engagés

### Ski alpin

#### Hommes
| Nom              | Discipline | Manche 1      | Manche 2      | Total         | Rang |
| ---------------- | ---------- | ------------- | ------------- | ------------- | ---- |
| Hassan Shemshaki | Slalom (H) | 1 min 13 s 59 | 1 min 13 s 40 | 2 min 26 s 99 | 30   |